# Bataille de Heligoland (1917)
Pour les articles homonymes, voir Bataille de Heligoland.
Première Guerre mondiale
Batailles
- Blocus allié de l'Allemagne
- Odensholm (08-1914)
- 1re Heligoland (08-1914)
- Action du 22 septembre 1914
- Falklands (12-1914)
- Dogger Bank (01-1915)
- Gotland (07-1915)
- Golfe de Riga (08-1915)
- Yarmouth et Lowestoft (04-1916)
- Jutland (05-1916)
- Funchal (12-1916)
- Combat entre le Leopard et le HMS Achilles
- Pas-de-Calais (04-1917)
- Combat entre le HMAS Sydney et le LZ92
- Détroit de Muhu (10-1917)
- 2e Heligoland (11-1917)
- Croisière de glace (02/03-1918)
- Zeebruges (04-1918)
- 1er Ostende (04-1918)
- 2e Ostende (05-1918)
- Sabordage allemand à Scapa Flow (06-1919)

Bataille de la mer Noire
- 12 octobre 1914
- Odessa (10-1914)
- Novorossiisk
- Feodosia
- Cap Sarytch
- île Kirpen (1re)
- île Kirpen (2e)

Front d'Europe de l'Ouest
Front italien
Front d'Europe de l'Est
Front des Balkans
Front africain
Front du Moyen-Orient
La seconde bataille de Heligoland est une bataille navale de la Première Guerre mondiale qui opposa la Royal Navy britannique à la Kaiserliche Marine (Marine impériale allemande) en Mer du Nord, le 17 novembre 1917.

## Déroulement de la bataille

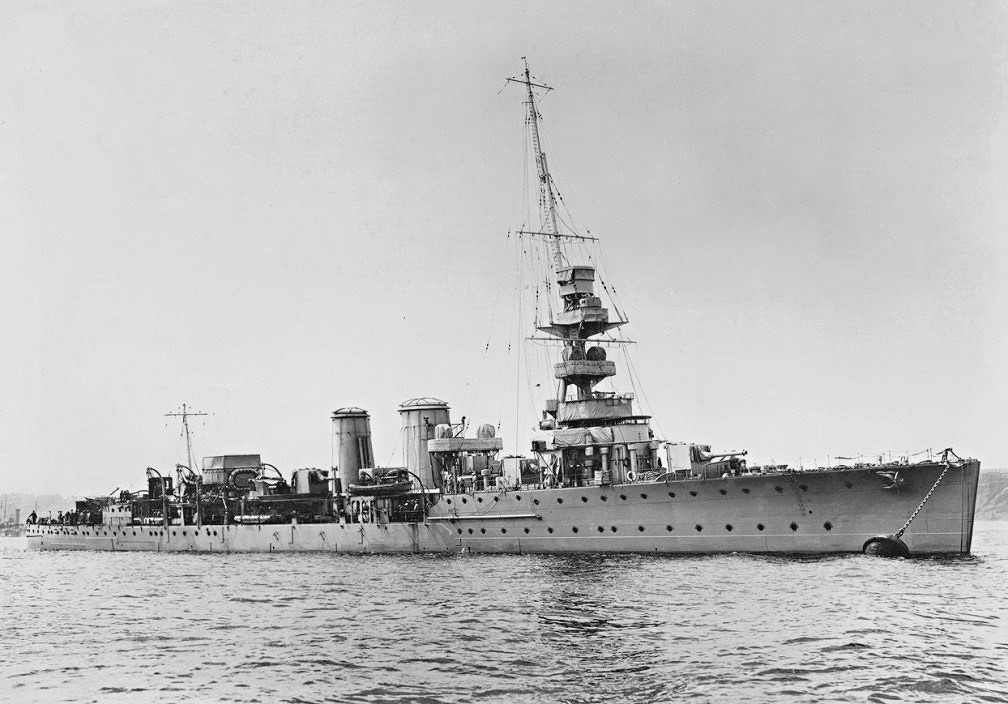
Le croiseur léger britannique HMS Calypso.

L'archipel de Heligoland, aux avant-postes de la côte allemande, fut l'objet d'un autre engagement mineur après la bataille du Jutland. Les dragueurs de mines allemands qui dégageaient les champs de mines anglais mouillés au large de la baie furent interceptés par les croiseurs légers HMS Calypso et Caledon. Les dragueurs, à la seule vue des fumées des croiseurs sur l'horizon, se replièrent sur les deux cuirassés en faction, le Kaiser et le Kaiserin, sous les ordres du contre-amiral Ludwig von Reuter. Tout en demandant par TSF l'appui de la 1re escadre de croiseurs de bataille (Glorious, Courageous, Tiger, Renown, Repulse), commandée par l'amiral sir Trevylyan Napier, les croiseurs engagèrent brièvement les cuirassés, avant que le Calypso ne reçoive un impact de 280 mm sur son gaillard d'avant qui rasa la passerelle et tua tous les officiers présents. Le second croiseur décrocha tandis que l'escadre allemande se repliait prudemment à la vue des panaches noirs de l'escadre de Napier, à travers ses propres champs de mines, perdant au passage un torpilleur.